# Kandi EX3
Kandi EX3 – elektryczny samochód osobowy typu crossover klasy subkompaktowej produkowany pod chińską marką Kandi w 2018 roku.

## Historia i opis modelu

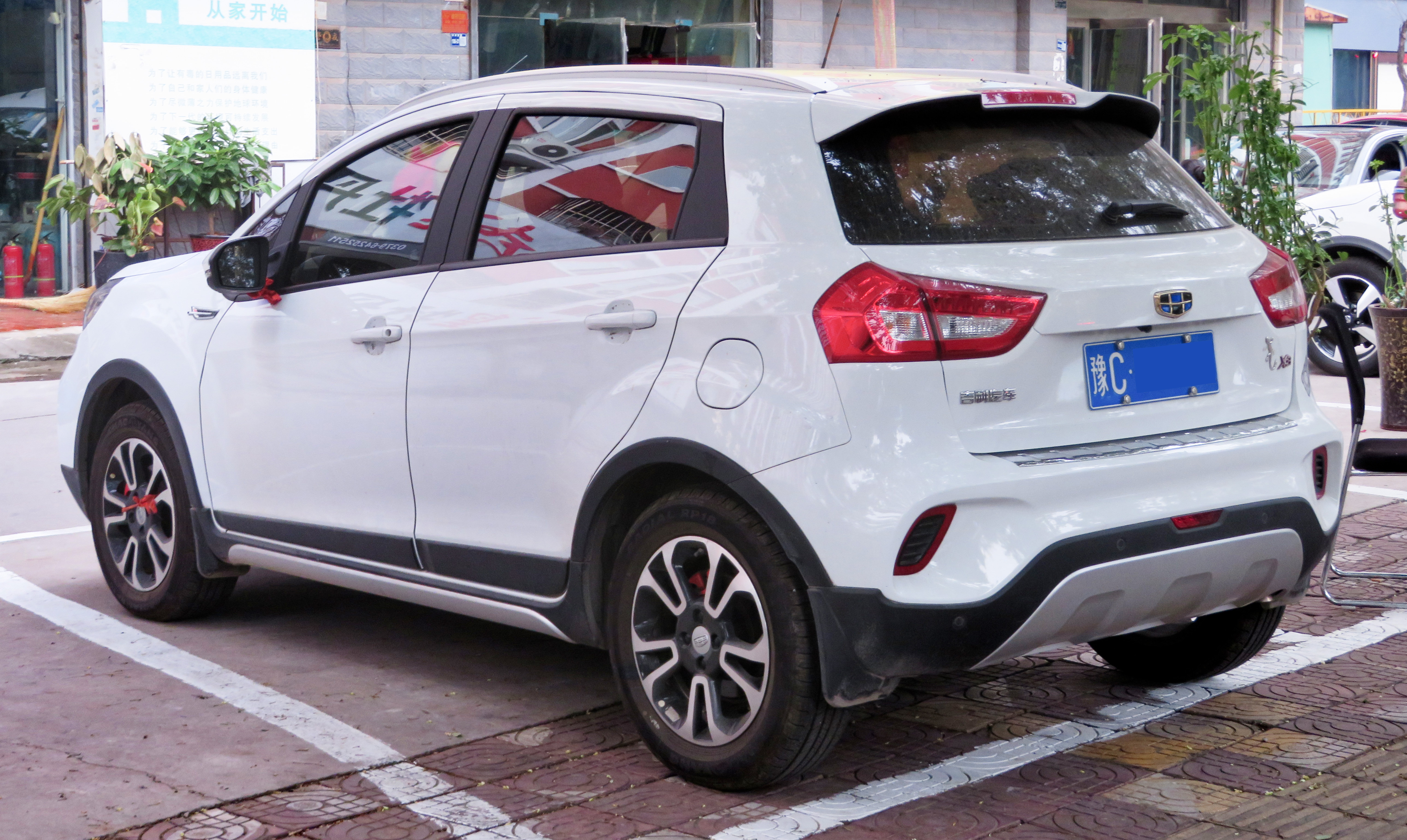
Kandi EX3 - tył

Po tym, jak w lipcu 2017 roku stowarzyszony koncern Geely przedstawił nowy model crossovera Yuanjing X3 oferowanego z czterocylindrowym silnikiem benzynowym, Kandi zaprezentowało 4 miesiące później swoją bliźniaczą, w pełni elektryczną wersję pod nazwą EX3. Jest to jednocześnie pierwszy crossover i tak duży samochód w dziejach tego producenta.

### Sprzedaż
Podobnie jak inne pojazdy marki Kandi, EX3 trafił w pierwszej kolejności do sprzedaży na wewnętrznym rynku chińskim. W lutym 2019 roku federalna agencja bezpieczeństwa Stanów Zjednoczonych wyraziła zgodę na rozpoczęcie sprzedaży modelu w tym kraju, jednak ostatecznie nie został on uwzględniony w początkowej gamie Kandi podczas wkroczenia na rynek w drugiej połowie 2020 roku. Tymczasem produkcja EX3 trwała łącznie tylko przez kilka miesięcy 2018 roku z ograniczeniem do rodzimych Chin.

### Dane techniczne
Układ elektryczny w EX3 tworzy bateria o pojemności 41,5 kWh, a cały układ elektryczny rozwija moc 66 KM. W efekcie, samochód może przejechać na jednym ładowaniu 301 kilometrów i rozpędza się do 120 km/h.